# حمام شیر

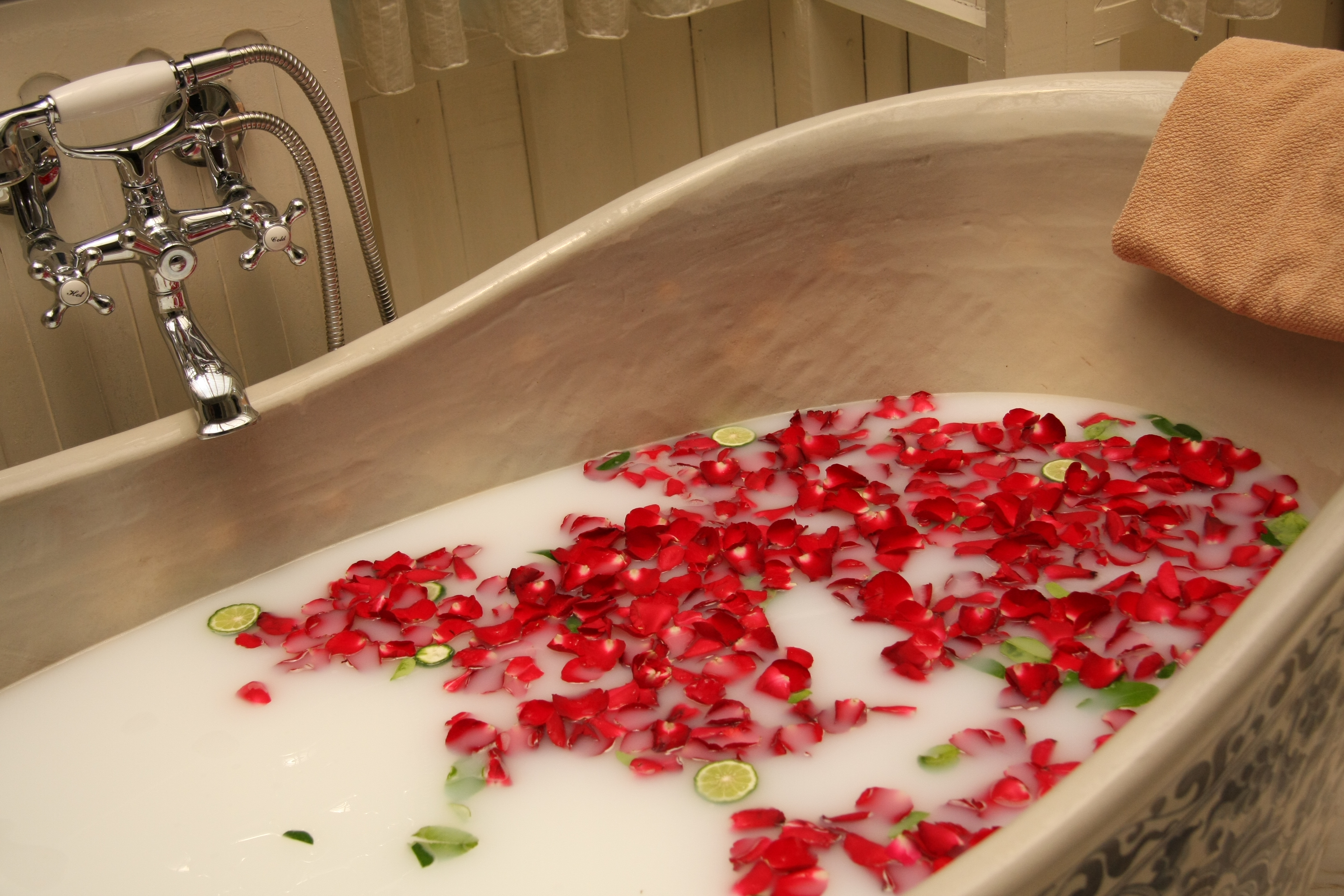
حمام شیر

حمام شیر، حمامی که در آن از شیر بجای آب استفاده می‌شود. در حمام شیر از اسید لاکتیک موجود در شیر، یک اسید آلفا هیدروکسی، برای حل کردن پروتئین‌هایی که سلول‌های مرده پوست را در کنار هم نگه می‌دارند، استفاده می‌شود.

## در تاریخ
- افسانه‌هایی وجود دارد که کلئوپاترا برای پوست خود روزانه در شیر بز حمام می کرد.
- ملکه کاترین پار و بعداً الیزابت اول انگلستان از حمام شیر استفاده می‌کردند تا پوست جوان‌تری داشته باشند.

## در فولکلور
- به گفته محققان، حمام شیر به عنوان یک دستور العمل برای زیبایی و همچنین برای درمان و جوان‌سازی استفاده می‌شد.

## در فیلم
- در Carry On Cleo (1964)، مارک آنتونی برای اولین بار با کلئوپاترا در حالی که در حمام شیر است، برخورد می‌کند.
- در Snow White and the Huntsman (2012)، ملکه راونا (شارلیز ترون) در حالی که تاج خود را بر سر دارد، در حال حمام کردن در حمام شیر است.

## تصاویر
- پرونده‌های رسانه‌ای مربوط به حمام شیر در ویکی‌انبار